# Роберт Кет
Роберт Кет, або Роберт Кетт (англ. Robert Kett, помер 7 грудня 1549, Норвіч) — ватажок селянського повстання в Англії (графство Норфолк) в XVI столітті.
Роберт Кет був за професією шкіряником і спільно зі своїм братом Вільямом володів ділянкою землі в Вімондхемі, в графстві Норфолк. Влітку 1549 року відбулися заворушення серед селян Вімондхема, що перейшли до сутичок з одним з місцевих можновладних феодалів через поділ секуляризованих монастирських земель. Обурення серед сільських жителів швидко поширювалося, і незабаром число повсталих склало 16 000 чоловік. Роберт Кет приєднався до них і незабаром очолив рух.
Після того як міська влада не пустила повстанців в Норвіч, останнім довелося розташуватися табором в лісі неподалік від міста, на Маусхолдському пагорбі. Кет перетворив пагорб в укріплений табір, встановивши строгу дисципліну в загонах. Під віковим дубом, названим «Дубом Реформації», він розбирав скарги селян на лендлордів і залагоджував суперечки між членами його загонів. У таборі під Норвічем повстанцями була вироблена так звана «Маусхолдська програма», до якої увійшли вимоги селян (йоменів, копігольдерів та ін.) про право на землю, на ловлю риби та щодо обмеження обгороджування.
Після того, як ці вимоги були Лондоном відхилені, Роберт Кет, в свою чергу, відхилив запропоноване йому прощення короля в разі, якщо бунтівники складуть зброю, та 1 серпня 1549 року захопив Норвіч. У бойових діях, що розгорнулися потім королівські війська під командуванням Джона Дадлі, графа Воріка, розгромили армію повстанців під Дассіндейлом. Роберт Кет і його брат були схоплені, засуджені і пізніше страчені в Норвічі.